# Comalapa (Guatemala)
San Juan Comalapa é uma cidade da Guatemala do departamento de Chimaltenango.
Famosa pelos muitos pintores caqchiquel que por lá viveram, sendo igualmente o local de nascimento de Rafael Álvarez Ovalle, autor do hino nacional. A tradição da pintura iniciou-se nos anos de 1930, quando o pintor cacchiquel Andrés Curruchich (1891-1969)  começou com a pintura a óleo. Hoje existem cerca de 500 pintores em San Juan Comapala, e a maioria ainda utiliza as técnicas de Curruchiche.
Em 1974, um terramoto danificou bastante a cidade.